# Phạm Toàn Thắng
Phạm Toàn Thắng (sinh ngày 29 tháng 9 năm 1987) là một ca sĩ kiêm sáng tác nhạc người Việt Nam. Anh được biết đến lần đầu khi sáng tác ca khúc Cô bé mùa đông năm 2004. Phạm Toàn Thắng còn là nghệ sĩ giành được 3 đề cử và chiến thắng ở 2 hạng mục tại giải Cống hiến.

## Tiểu sử
Phạm Toàn Thắng quê ở Quảng Ninh nhưng sinh ra và lớn lên tại Thành phố Hồ Chí Minh. Năm 2004, khi còn là học sinh, Phạm Toàn Thắng đã viết ca khúc Cô bé mùa đông cho Đăng Khôi và Thủy Tiên, sau khi ra mắt, ca khúc này đã trở thành hit trong thị trường âm nhạc Việt Nam. Phạm Toàn Thắng chia sẻ anh không phải người học nhạc, cũng chẳng có kiến thức âm nhạc, bỗng nhiên giai điệu xuất hiện trong đầu và anh viết lời cho nó.
Sau thành công của Cô bé mùa đông, ai cũng nghĩ Phạm Toàn Thắng sẽ lập tức bước vào showbiz, thế nhưng sau đó anh không cho ra một tác phẩm nào. Phạm Toàn Thắng chia sẻ anh nghĩ rằng đó chỉ là sự ăn may, một ca khúc thành công nhưng mình vẫn chưa có nền tảng, anh cần một khoảng lặng để học tập, để có vốn sống. Sau đó, Phạm Toàn Thắng vẫn tiếp tục sáng tác các ca khúc nhưng không công bố tác phẩm, anh chọn sống cuộc đời sinh viên giản dị và tham gia vào các hoạt động xã hội.
Sau khi tốt nghiệp trường đại học HUFLIT, Phạm Toàn Thắng mới quay trở lại với vai trò nhạc sĩ. Năm 2010, anh gửi ca khúc "Uống trà" cho chương trình Bài hát Việt và đoạt giải khiến nhiều người bất ngờ. Sau Uống trà, anh giới thiệu tiếp những ca khúc khác mềm mại, nhiều cảm xúc hơn. Phạm Toàn Thắng nói anh tìm ra được cách trung hòa giữa cá tính của mình với nhu cầu của thị trường, từ đó anh có thể sống được bằng sáng tác nhạc.
Khoảng thời gian sau đó "Lạc", "Dấu mưa", "Bốn chữ lắm",... lần lượt trở thành những ca khúc được nhiều người yêu thích. Phạm Toàn Thắng cho biết anh đã sáng tác những bài hát ấy từ lâu nhưng không vội công bố vì anh chờ một ai đó phù hợp, anh nghĩ mỗi bài hát là dành cho một ca sĩ và anh chờ người đó xuất hiện.

## Sản phẩm âm nhạc
- Cô bé mùa đông (Đăng Khôi ft. Thủy Tiên)
- Câu chuyện mùa thu
- Uống trà
- Muối ớt
- Quái vật không tên
- Cầu vồng đêm
- Hứa (Unlock)
- Hoàng hôn tháng tám
- Vẽ (Trúc Nhân)
- Lạc (Quốc Thiên)
- Dấu mưa (Trung Quân)
- Chạy mưa (Nguyễn Đình Thanh Tâm)
- Sáng tối (Linh Phi)
- Chuyện của mùa đông (Hà Anh Tuấn)
- Tan vào nhau mãi
- Dậy và chạy
- 7 ly rượu
- Bài ca A3 (ft. Trương Thảo Nhi)
- Nam sinh nữ sinh (Đức Phúc)
- Điều tiếng (Hương Giang Idol)
- Live to laugh (Lâm Vinh Hải)
- Vẫn mãi thế hệ tụi mình
- Khoảnh khắc tuyệt vời (Nhật Thủy)
- Tìm (Trúc Nhân ft. Văn Mai Hương)
- Bốn chữ lắm (Trúc Nhân ft. Trương Thảo Nhi)
- Muốn yêu (Hồ Ngọc Hà)
- Là chính em
- Ngày yêu (ft. Tiêu Châu Như Quỳnh)
- Lá rớt trên vai (Thảo Nhi)
- Trái Đất tròn không gì là không thể (Trung Quân)
- Cứ thế (Hà Anh Tuấn) (Tuổi thanh xuân OST)
- Chạy (On my way) (Phùng Khánh Linh)
- Chỉ một câu (Đức Phúc)
- Nắng cực (ft.Trúc Nhân ft. Trương Thảo Nhi ft. Cao Bá Hưng)
- Người (Hà Anh Tuấn)
- Thả vào mưa (Trung Quân)
- Tháng tư là lời nói dối của em (Hà Anh Tuấn)
- Người con gái ta thương (Hà Anh Tuấn)
- Nhật ký đom đóm (Bảo Uyên)
- Cô gái nhỏ và anh (Phùng Khánh Linh)
- Lời hạnh phúc (Hà Anh Tuấn ft. Phương Linh)
- Đi và yêu (Soobin Hoàng Sơn)
- Ngày thứ tư của tháng 3
- Come out to you
- Ta đã yêu chưa vậy (Isaac ft. BigDaddy)
- Cảm giác yêu (Thái Trinh ft. RTee)
- Anh ấy cô ấy (Hà Anh Tuấn)
- Tái bút anh yêu em (Hà Anh Tuấn)
- Em à (Hà Anh Tuấn)
- Lovely active sexy (Hari Won ft. Hà Lê)
- Ba mươi
- Mong manh
- Đơn xin từ bạn
- Anh sẽ làm giàu vì em
- "Khi con là mẹ" (Phùng Khánh Linh)
- "Cô gái nhỏ và anh"(Phùng Khánh Linh)
- "Trở về đi"(Chi Pu)
- "Chạm"
- "Ngôi nhà lạc lõng"
- "Em giấu điều gì trong đôi mắt"(OST Thưa mẹ con đi)

## Nhân tố bí ẩn 2014
Năm 2014, Phạm Toàn Thắng dự thi chương trình Nhân tố bí ẩn và dừng chân ở vòng Tranh đấu 2.

## Giải thưởng
- Bài hát mang phong cách Rock đương đại nổi bật của Bài hát Việt năm 2010
- Giải thưởng sáng tạo của Bài hát Việt năm 2012
- Bài hát của tháng của Bài hát Việt năm 2012
- Nhạc sĩ Triển vọng của Bài hát Việt năm 2013
- Bài hát của tháng của Bài hát Việt tháng 6 năm 2014
- Giải thưởng do Hội đồng báo chí bình chọn của Bài hát Việt năm 2014
- Bài hát của năm của Bài hát Việt năm 2014
- Ca khúc của năm của YAN Vpop 20 Awards năm 2014
- Giải hòa âm phối khí của Làn sóng xanh năm 2014
- Bài hát ấn tượng của Làn sóng xanh năm 2014
- Top 10 nhạc sĩ được yêu thích nhất Làn sóng xanh năm 2014
- Ca khúc được yêu thích nhất[5][6] Giải Mai vàng năm 2014
- Bài hát của tháng của Bài hát Việt tháng 11 năm 2015
- Bài hát của năm của Giải thưởng Âm nhạc Cống hiến năm 2015
- Top 10 nhạc sĩ được yêu thích nhất Làn sóng xanh năm 2016